# 塞勒 (上索恩省)
塞勒（法語：Selles，法語發音：[sɛl]）是法国上索恩省的一个市镇，属于吕尔区。

## 地理
塞勒（47°57'45"N, 6°5'16"E）面积14.36 平方千米，位于法国勃艮第-弗朗什-孔泰大區上索恩省，该省份为法国东部内陆省份，北起顺时针与孚日省、贝尔福地区省、杜省、汝拉省、科多尔省和上马恩省接壤。
与塞勒接壤的市镇（或旧市镇、城区）包括：帕萨旺-拉罗谢尔、阿兰库尔、蒙多雷、蓬迪布瓦。
塞勒的时区为UTC+01:00、UTC+02:00（夏令时）。

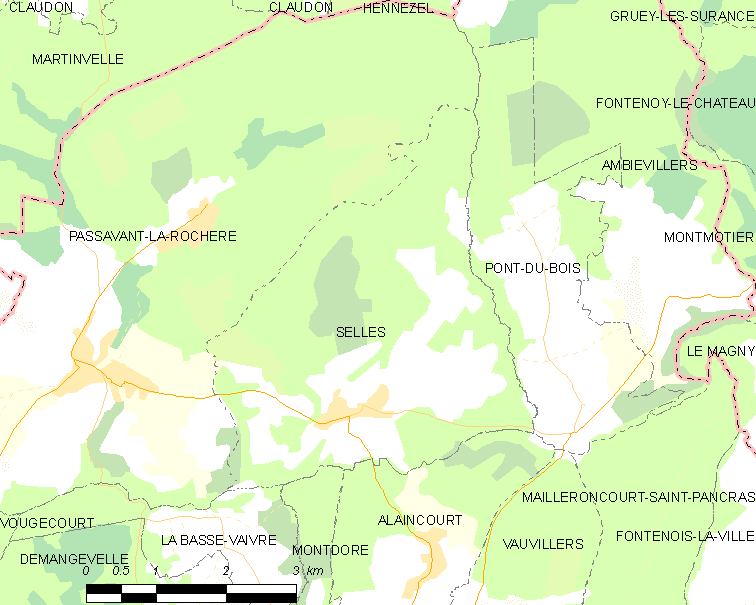
塞勒的OSM定位图

## 行政
塞勒的邮政编码为70210，INSEE市镇编码为70485。

## 政治
塞勒所属的省级选区为瑞塞县。

## 人口

1962-2008年间塞勒人口变化图示

塞勒于2022年1月1日时的人口数量为217人。